# أندرياس ألبرشت
أندرياس ألبرشت (بالإنجليزية: Andreas Albrecht) هو عالم فيزياء فلكية وفيزيائي أمريكي، ولد في 1957 في إثاكا في الولايات المتحدة.

## وصلات خارجية
- الموقع الرسمي